# Hulhulé
Ne doit pas être confondu avec Hulhumalé.
Hulhulé (en maldivien : ހުޅުލެ) est une île des Maldives située dans l'atoll Malé Nord. Agrandie à de nombreuses reprises, elle est en grande partie occupée par les infrastructures de l'aéroport international de Malé.

## Géographie
Hulhulé est situé aux Maldives, dans le Sud de l'atoll Malé Nord, dans la subdivision de Kaafu. L'île est baignée par la mer des Laquedives. Les îles voisines sont Funadhoo et Malé au sud-ouest, Dhoonidhoo à l'ouest, Vihamanaafushi au nord-ouest, Farukolhufushi et Hulhumalé au nord-est, cette dernière étant reliée à Hulhulé par une chaussée.
Hulhulé est de forme allongée dans le sens nord-sud. Elle est majoritairement occupée par les infrastructures de l'aéroport international de Malé, notamment la piste d'atterrissage en son centre. Accolés vers l'ouest se trouvent les bâtiments techniques, comme l'aérogare, et les infrastructures de transport, dont le port qui permet de gagner le reste du pays par bateau. Au nord de ses installations se trouvent les dépôts de carburant et un hôtel. De l'autre côté de la piste, côté Est, se trouvent les installations des hydravions avec les bâtiments techniques, l'aérogare et les appontements.

## Histoire

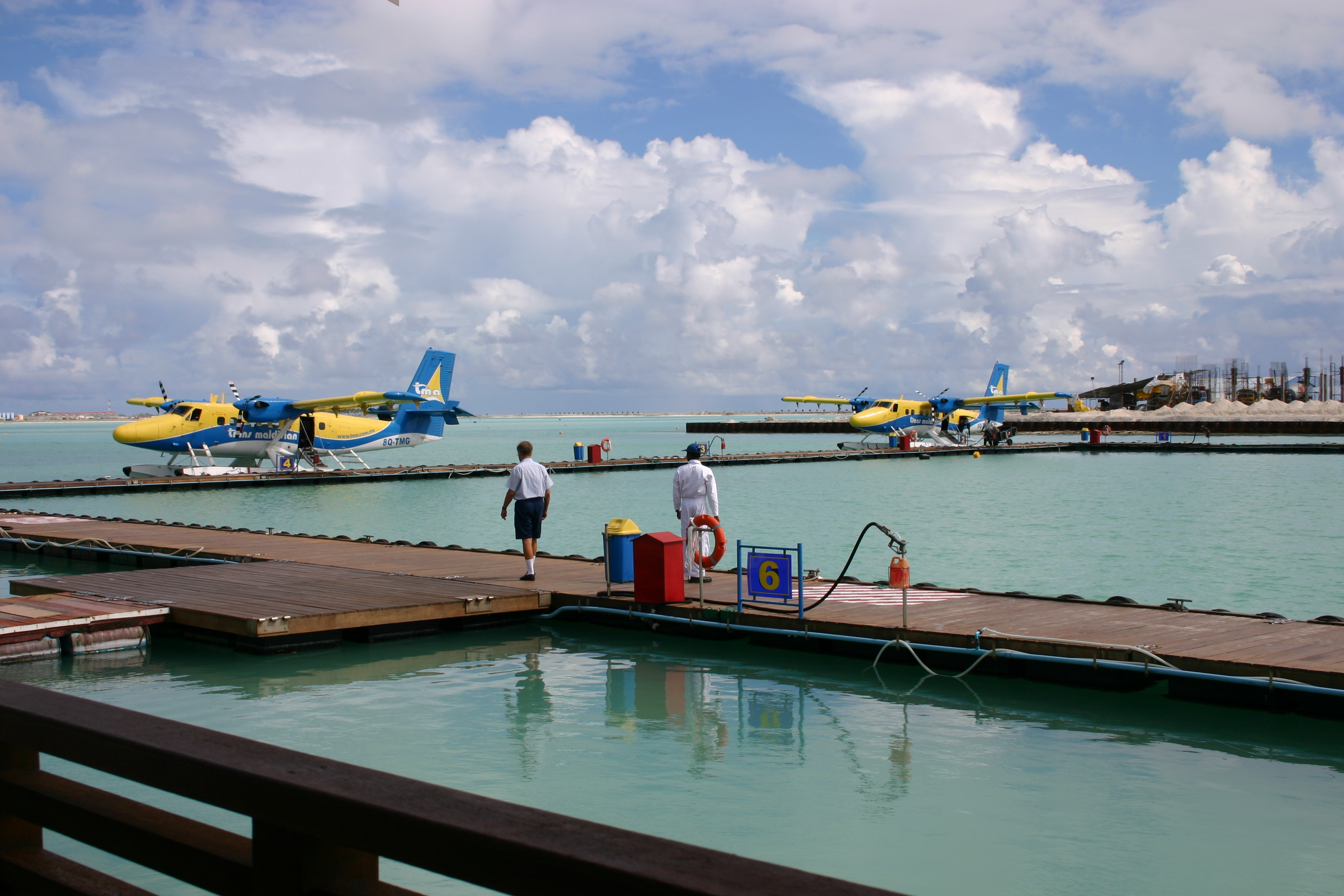
Vue d'une partie des appontements pour hydravions de l'aéroport international de Malé.

Bien que découverte à la Préhistoire en même temps que les autres îles des Maldives, Hulhulé reste inhabitée. Le 19 octobre 1960, une piste d'atterrissage est ouverte dans le centre de l'île. Celle-ci est composée de tôles ondulées fixées sur un sol dégagé et aplani. Elle mesure 914 mètres de longueur pour 23 mètres de largeur. Le premier avion, un appareil de l'armée de l'air néo-zélandaise, se pose le jour même. En mai 1964, le gouvernement décide d'asphalter la piste qui est terminée le 12 avril 1966. L'île connaitra alors des agrandissements successifs dans le cadre du développement de l'aérodrome. C'est le cas en 1968 lorsque le lagon entre Hulhulé et Gaadhoo est comblé, réunissant les deux îles, en 1992 ou encore en 2000.
Avec le développement de l'activité aérienne internationale, de nouveaux travaux débutés le 29 septembre 1978 sont entrepris et l'aéroport international de Malé est inauguré 11 novembre 1981 par le président de la république Maumoon Abdul Gayoom,. Durant ces travaux, la piste voit sa longueur tripler pour atteindre 3 200 mètres avec une largeur de 45 mètres. Le premier avion à se poser sur ce nouvel aéroport est un vol charter en provenance d'Allemagne.
Les trois îles de Malé, Hulhulé et Hulhumalé sont depuis 2018 reliées par le pont Sinamalé, assurant une continuité territoriale entre la capitale (Malé), son aéroport (Hulhulé) et une nouvelle zone d'extension urbaine (Hulhumalé).